# Arctic Umiaq Line
Arctic Umiaq Line A/S eller Arctic Umiaq (AUL) er et passager- og fragtskibsrederi i Grønland. Det blev grundlagt i 1774 under navnet Den Kongelige Grønlandske Handel. Rederiet har et skib på ruten Ilulissat-Narsaq langs Grønlands vestlige og sydvestlige kyst. AUL er 100% ejet af Royal Arctic Line. Rederiets navn er afledt af det grønlandske ord for en traditionel inuitbåd, umiaq. Arctic Umiaq transport via havet, er en livline for hele det vestlige Grønland.

## Flåde
Det eneste aktive skib er MS Sarfaq Ittuk, der blev bygget i 1992 og renoveret og opgraderet i 2000. 
M/S Sarpik Ittuk, der sejlede til Diskobugten og Uummannaq, blev i 2006 solgt til Nova Cruising, et rederi fra Bahamas.

## Anløbshavne
- Ilulissat
- Aasiaat
- Sisimiut
- Kangaamiut
- Maniitsoq
- Nuuk
- Qeqertarsuatsiaat
- Paamiut
- Arsuk
- Qaqortoq
- Narsaq

Sejladsen mellem byerne varierer mellem 10 – 2 timer. Der er en hel dags ophold i Nuuk (fredag 07:30 – 21:00) på nordgående rejse og 2-3 timers ophold i Sisimiut under syd- eller nordgående rejse. .